# مشاية أطفال

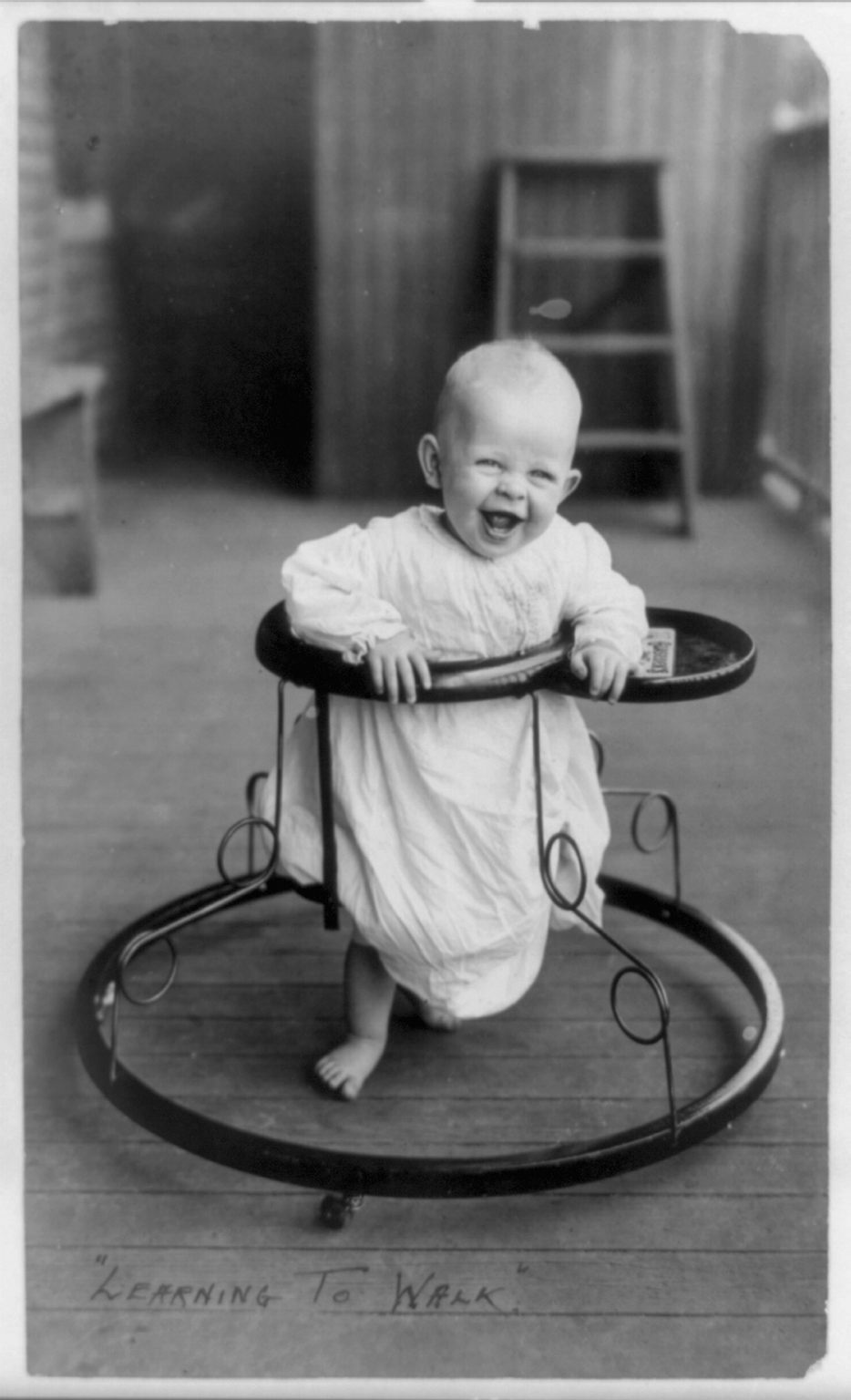
طفل في مشاية الأطفال، 1905

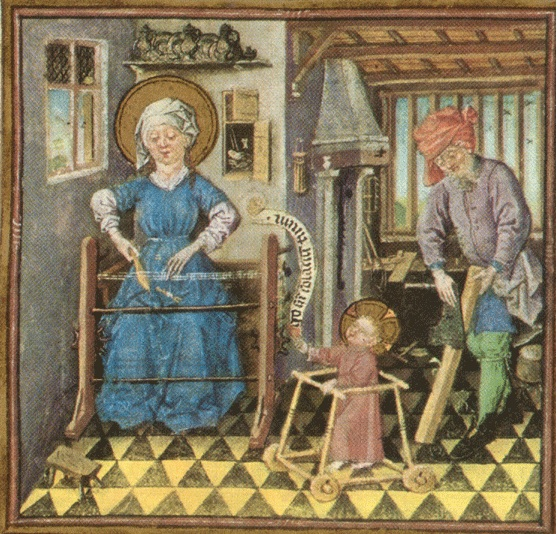
المسيح في مشاية أطفال، مخطوطة The Hours of Catherine of Cleves (ساعات كاترين أوف كليفز) ، نحو 1440

مشاية الأطفال أو درَّاجة الأطفال هي جهاز يستخدمه الطفل الرضيع الذي لا يستطيع المشي بمفرده للتحرك من مكان لآخر. مشايات الأطفال الحديثة لها قاعدة مصنوعة من البلاستيك الصلب ومرتكزة على عجلات ولها مقعد معلق من القماش وبه فتحتان للساقين. ويعلق بأعلى المشاية عادة لعب لتسلية الطفل. وقد تم تصميمها لتناسب الأطفال من سن 4 إلى 16 شهرًا.
عرفت مشاية الأطفال في أوروبا في بداية أربعينيات القرن الخامس عشر. وقد صورت زخرفة في مخطوطة Hours of Catherine of Cleves (ساعات كاترين أوف كليفز)، مخطوطة هولندية من ذلك الوقت، المسيح وهو رضيع في مشاية أطفال خشبية.

## قضايا السلامة
يعتقد الكثير من الآباء أن تلك المشايات تعلم الطفل المشي بشكل أسرع، ولكن تشير الدراسات، بالرغم من ذلك، أن هذا الاعتقاد غير صحيح وأنها قد تؤخر المشي بالفعل لمدة من أسبوعين إلى ثلاثة أسابيع. كما أن هذه المشايات قد أدت أيضًا إلى وقوع العديد من الإصابات. وفي الواقع، قد أصدرت لجنة سلامة المنتجات الاستهلاكية (CPSC) والأكاديمية الأمريكية لطب الأطفال ومنظمات أخرى  تحذيرات لتشجيع الآباء على عدم استخدام مشاية الأطفال.
في كندا، تم منع بيع مشايات الأطفال في 7 أبريل 2004. وبذلك كانت كندا هي أول دولة في العالم تمنع بيع مشايات الأطفال واستيرادها والإعلان عنها. وامتد هذا المنع إلى مشايات الأطفال المعدلّة والمستعملة، وكذلك ليشمل تلك التي تباع في ساحات الأسواق أو أسواق السلع المستعملة. وقد قام قانون تحسين سلامة المنتجات الاستهلاكية لعام 2008 (CPSIA) بتغيير النماذج التي تم السماح ببيعها في تلك الأسواق. وقد يتم تغريم أصحاب مشايات الأطفال بما يصل إلى 100000 دولار أو يحكم عليهم بالسجن لمدة تمتد إلى ستة أشهر.

## مشايات الأطفال بمساعدة الآباء
لقد تم تطوير مشايات الأطفال بمساعدة الآباء كبديل لمشايات الأطفال التقليدية. ويختلف هذا النوع من مشايات الأطفال عن النوع التقليدي في أنه يتطلب مساعدة كاملة من الآباء عند الاستخدام. وتصميم مشايات الأطفال بمساعدة الآباء الحديثة مشابه لحبال المساعدة التي يعلق فيها الطفل مستقيمًا أثناء تعلمه المشي. وتمثل مشايات الأطفال بمساعدة الآباء وسيلة أكثر أمانًا لتعليم الطفل المشي عن تلك المشايات التقليدية التي من الممكن أن تكون بدون مراقبة أثناء الاستخدام.